# Ledzjan
Ledzjan (armeniska: Լեջան) är ett bergmassiv i Armenien. Det ligger i provinsen Lori, i den norra delen av landet, 100 kilometer norr om huvudstaden Jerevan. Toppen på Ledzjan är 2 530 meter över havet.